# Aldi
Aldi, stilizirano ALDI, njemački je trgovački lanac s više od 10 000 trgovina u 18 država, što ga svrstava u najveće njemačke trgovačke lance uz bok Lidlu i Edeki. Ostvaruje prosječnu godišnju zaradu od oko 50 milijardi eura.
Osnovala su ga 1913. godine braća Karl i Theo Albercht. Jedinstvena grupacija 1960. je podijeljena na Aldi Nord (Aldi Sjever), sa sjedištem u Essenu, i Aldi Süd (Aldi jug) u Mülheimu. Ime Aldi prihvaćeno je 1962. kao kratica od imena Albrecht Diskont.

## Vanjske poveznice
- Službene stranice (njem.) (engl.)